# Bełchatów (Landgemeinde)
Die gmina wiejska Bełchatów [bɛwˈxatuf] ist eine selbständige Landgemeinde in Polen im Powiat Bełchatów in der Woiwodschaft Łódź. Ihr Sitz befindet sich in der Stadt Bełchatów (deutsch Belchatow). Die Landgemeinde, zu der die Stadt Bełchatów selbst nicht gehört, hat eine Fläche von 180,4 km², auf der (Stand: 31. Dezember 2020) 11.838 Menschen leben.

## Geographie
Die Landgemeinde liegt südlich von Łódź. 53 % des Gemeindegebiets werden landwirtschaftlich genutzt, 35 % sind mit Wald bedeckt.

## Geschichte
Von 1975 bis 1998 gehörte die Landgemeinde zur Woiwodschaft Piotrków.

## Gemeindegliederung
Die Landgemeinde Bełchatów besteht aus folgenden 40 Ortschaften mit Schulzenämtern:
Adamów
Augustynów
Bukowa
Dobiecin
Dobiecin-Kolonia
Dobrzelów
Domiechowice
Grocholice (1943–1945 Grauchel)
Helenów
Huta
Janina
Janów
Józefów
Kałduny
Kielchinów
Korczew
Księży Młyn
Kurnos Drugi (1943–1945 Kurnes)
Kurnos Pierwszy
Ludwików
Ławy
Łękawa (1943–1945 Lenkau)
Mazury
Mokracz
Myszaki
Niedyszyna
Oleśnik
Podwody
Podwody-Kolonia
Poręby
Postękalice
Rząsawa
Wielopole
Wola Kruszyńska
Wola Mikorska
Wólka Łękawska
Zawadów
Zawady
Zdzieszulice Górne
Zdzieszulice Dolne
Zwierzchów
Weitere Ortschaften der Gemeinde ohne Schulzenamt sind:
Anastazów
Apolinów
Bernardów
Borki
Borowa
Bugaj
Bukowa-Kolonia
Chrojszcza
Dobiecin-Osada
Emilin
Góry Borowskie
Kalisko
Kanada
Karolew
Kąsie
Leonów
Łęg
Marianka
Mazury-Kolonia
Michałów
Mikorzyce
Morgi Rząsawskie
Morgi Zawadowskie
Niwy Postękalickie
Nowy Świat
Parasolka
Postękalice-Kolonia
Słok
Spólne
Studzianki
Wawrzkowizna
Wielopole-Osada
Wiktorów
Wizytka
Wygoda
Wygwizdów
Zalesna
Zawadów-Kolonia
Zawały
Zdzieszulice Górne-Osada